# Satya Nadella

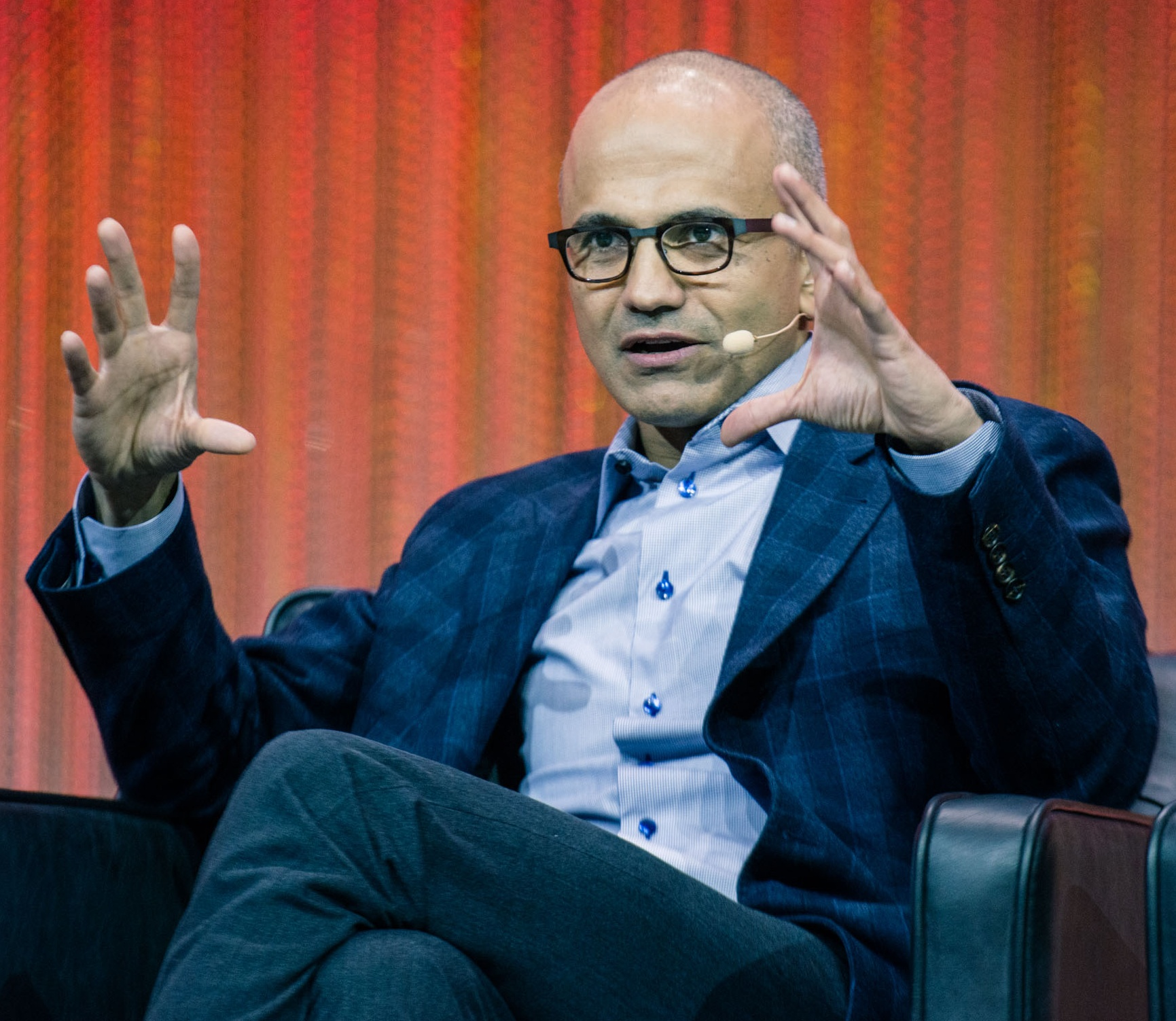
Satya Nadella (2013)

Satya Nadella (Haiderabad (Telangana), 1967) is sinds 2014 de CEO van Microsoft. Hij is de opvolger van Steve Ballmer en daarmee de derde CEO die Microsoft sinds de oprichting gekend heeft. 

## Biografie
In India behaalde Nadella de graad van Bachelor of Engineering in de elektronica en communicatiewetenschappen. In de Verenigde Staten werd hij Master of Science in computerwetenschappen aan de University of Wisconsin-Milwaukee en behaalde hij een MBA aan de Booth School of Business van de University of Chicago.
Nadella werkte korte tijd voor Sun Microsystems voordat hij in 1992 voor Microsoft begon te werken. Hij was onder meer vicepresident Research & Development van de Online Services Division, vicepresident van de Microsoft Business Division en president van de Server and Tools Business. Hij was daarbij een sleutelfiguur in de uitbouw van het cloudcomputingaanbod van Microsoft met Windows Azure.

## CEO Microsoft
Sinds 2014 is Nadella de CEO van Microsoft. Sinds zijn intrede vernieuwde hij Microsoft grondig. Hij verlegde het accent van Microsoft naar een "Cloud First, Mobile First"-bedrijf, oftewel "de cloud eerst, mobiel eerst". Deze accentverschuiving werd duidelijk uiteengezet op zijn eerste //BUILD-conferentie. Zo verduidelijkte //build/ 2014, en de daaropvolgende edities, dat mobile niet moet begrepen worden als Windows 10 Mobile, maar als de besturingssystemen iOS en Android. Door hun ruime voorsprong in marktaandeel, functionaliteit en apps ziet de nieuwe CEO meer toekomst in deze platformen. Sinds zijn aanstelling als CEO van Microsoft bracht hij dan ook Office, Cortana en andere tot dan toe unieke Windows 10 (mobile)-functionaliteit naar Android en iOS. Alhoewel hij zelf aanhaalt geen toekomst meer te zien in Windows 10 Mobile, kiest hij er resoluut voor om nog steeds dit mobiele systeem verder te ontwikkelen om zo de resterende Windows Phone-gebruikers een hart onder de riem te steken en omdat er nog geen alternatief is bedacht. Daarom is er ook een tweede accentverschuiving voor het bedrijf onder zijn leiding: "Feedback now" (feedback nu). Deze verschuiving naar een feedbackgeoriënteerd bedrijf zorgt ervoor dat de meeste softwareproducten vaak lang in de bèta- of alphafase zijn, zoals Windows 10 Mobile. Alle softwareproducten kregen onder zijn leiding een feedbackprogramma alsook een previewprogramma. Alhoewel Nadella te kennen geeft dat deze feedbackkanalen eerder bedoeld zijn als goedkope reclame, kunnen gebruikers soms enige invloed uitoefenen door feedback over de softwareproducten op te sturen. Het bekendste voorbeeld hiervan is Windows 10, dat volledig gebaseerd is op gebruikersfeedback, wat duidelijk is te zien aan alle functionaliteit die in elke gratis update wordt toegevoegd.

## Persoonlijk leven
Nadella woont in Bellevue, in de Amerikaanse staat Washington. Hij is getrouwd, heeft één zoon en twee dochters.